# Eleição para governador do Alasca em 1970
A eleição para governador do estado americano do Alasca em 1970 foi realizada em 3 de novembro de 1970 e elegeu o governador do Alasca. As primárias foram realizadas em 25 de agosto de 1970.
Pela primeira vez no estado, as primárias dos partidos democrata e republicano foram realizadas juntas. William A. Egan ficou em primeiro lugar com 33% dos votos, Keith H. Miller em segundo com 26%, o republicano Howard W. Pollock em terceiro com 23%, o democrata Larry Carr em quarto com 16%, e o democrata James R. Russell em quinto com 0,30%.
Hickel renunciou em 29 de janeiro de 1969 para assumir o cargo de Secretário do Interior dos Estados Unidos, no mandato de Richard M. Nixon. Sendo assim, Hickel não concorreu na eleição.